# توغوز کورگول

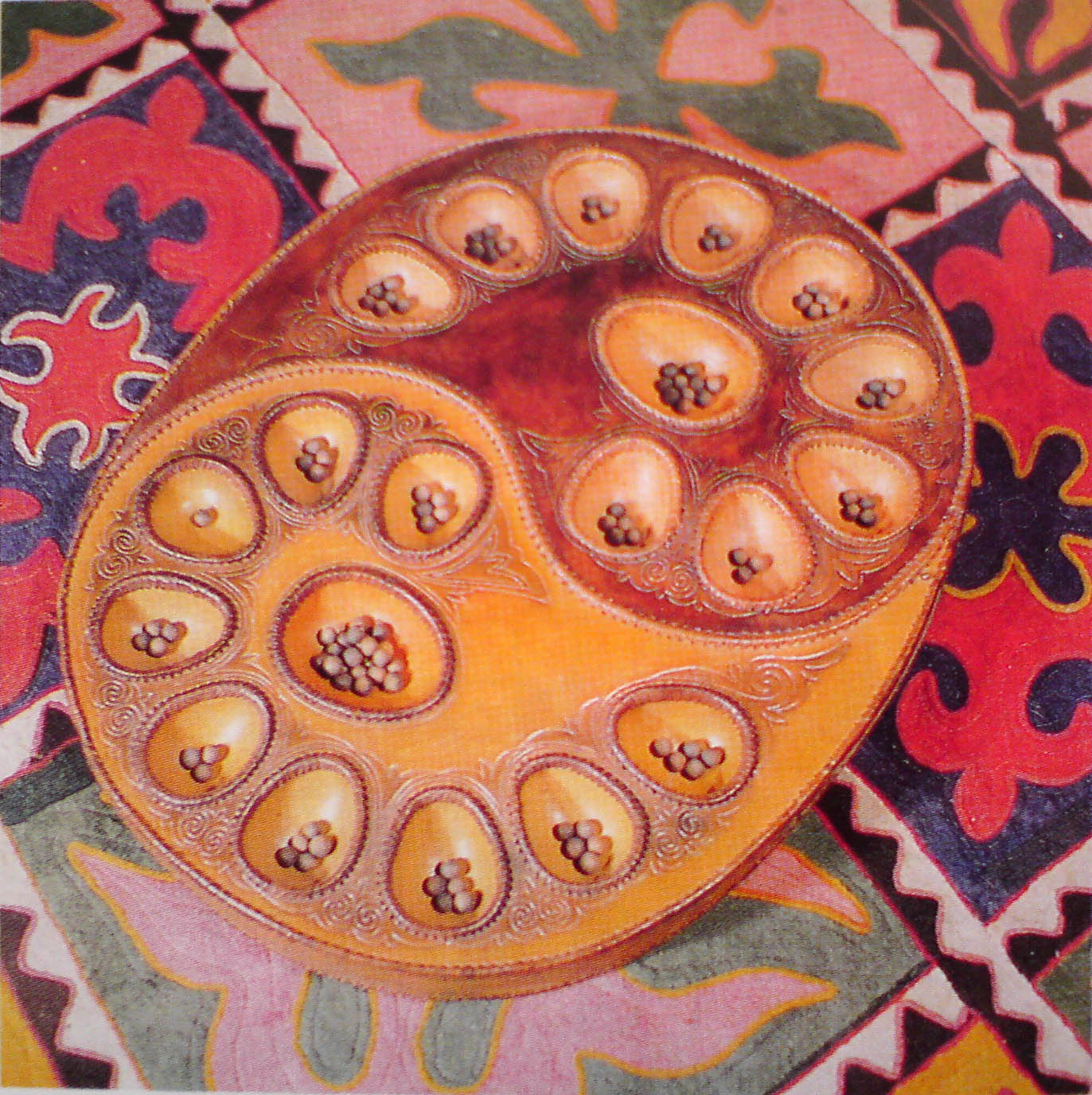
تخته چوب سنتی بازی توغوز کورگول

توغوز کورگول (به قرقیزی: тогуз коргоол، به معنی تحت‌اللفظی: "نُه پشکل") یا توغیز کومالاک (به قزاقی: тоғыз құмалақ، به معنی تحت‌اللفظی: "نُه سنگ‌ریزه") یا دوکوز کورگلیک بازی دو نفره از خانواده منقله است که در آسیای مرکزی بازی می‌شود.

## صفحه
بازی روی تخته ای با دو ردیف نُه سوراخه انجام می‌شود. در بین این ردیف‌ها دو «کَزنه» وجود دارد که برای جمع‌آوری سنگ‌های اسیر شده هر کاربر، جدا از هم تعبیه شده است. در ابتدا، به جز کزنه که خالی است، نه سنگ در هر سوراخ وجود دارد؛ بنابراین بازیکنان در مجموع به ۱۶۲ سنگ نیاز دارند.

## شروع بازی

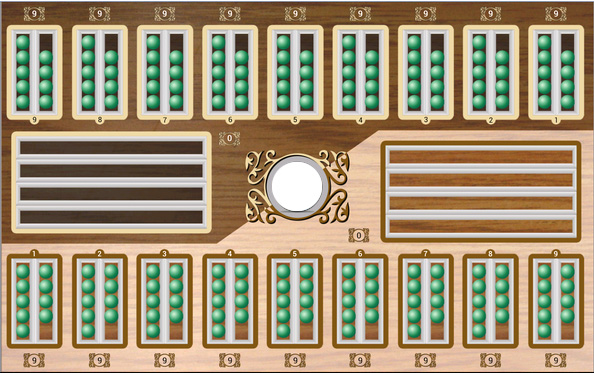
موقعیت شروع بازی

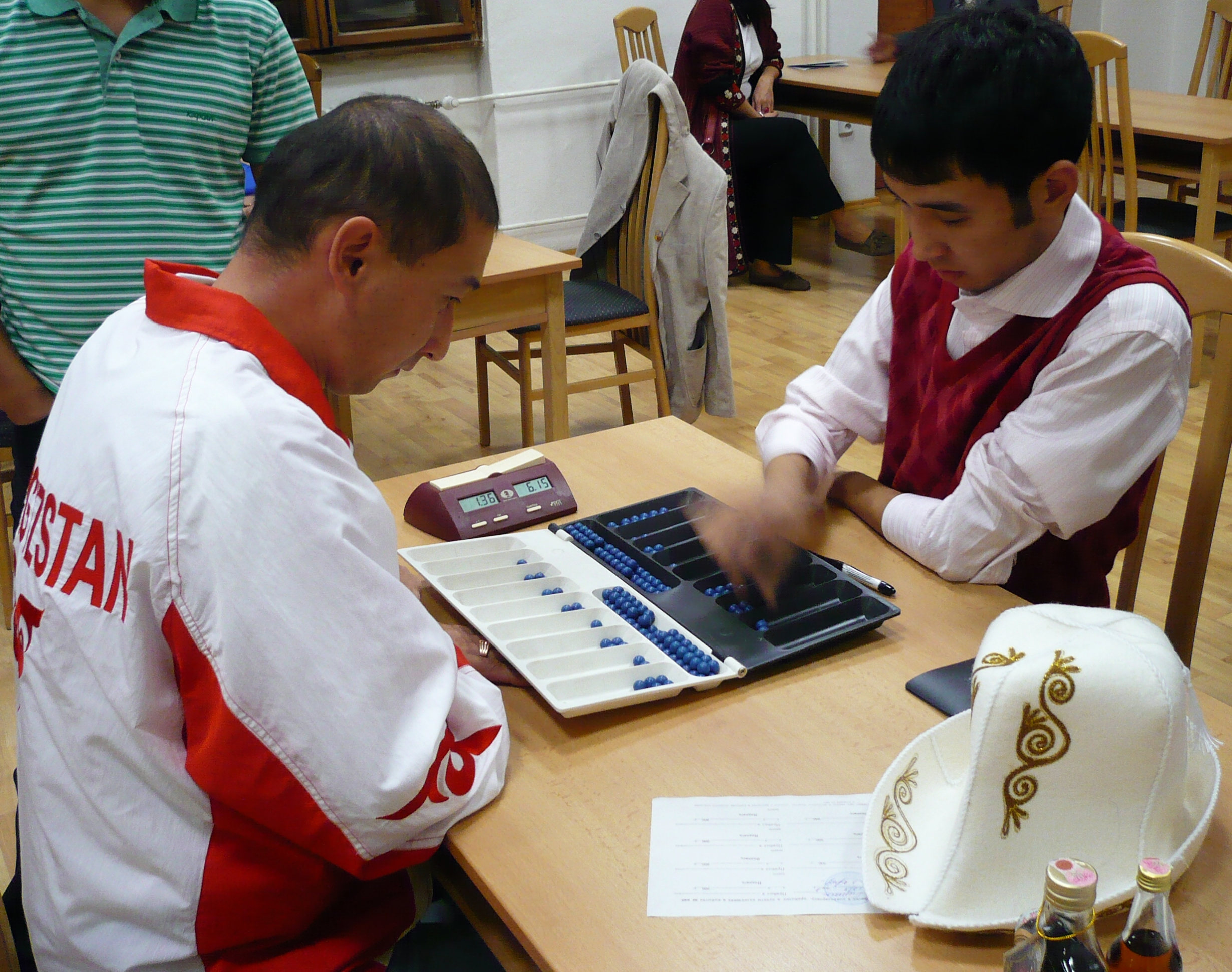
«سیاه» در حال حرکت مهره‌ها.

کناره‌های تخته به صورت سیاه و سفید مشخص شده‌اند. بازیکنی که در سمت سفید نشسته است همیشه ابتدا بازی را شروع می‌کند.

## مراحل بازی

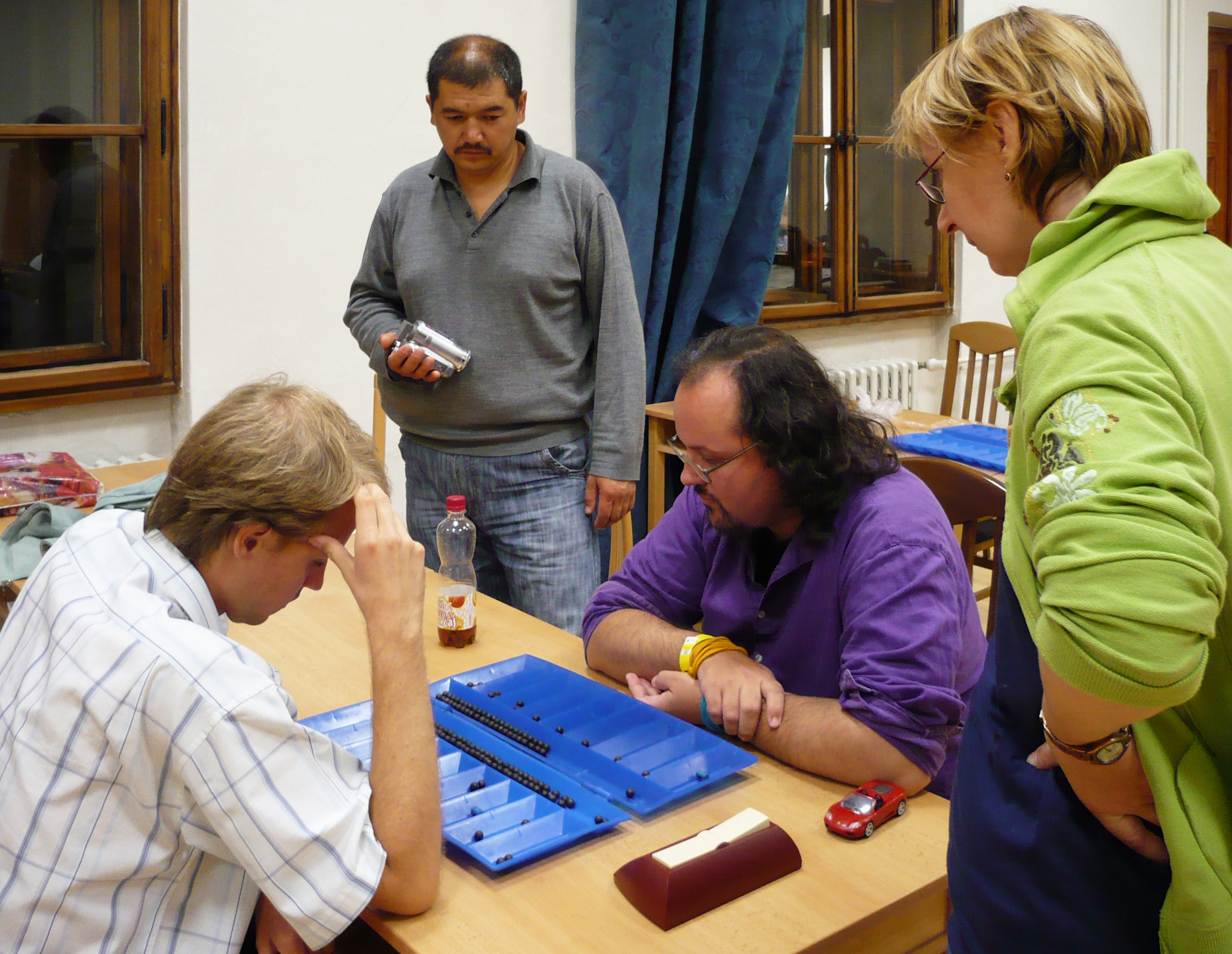
بازی توغوز کورگول

طرفین بازی، به‌طور نوبتی بازی می‌کنند. یک حرکت شامل برداشتن سنگ‌ها از یک سوراخ و توزیع آن‌ها به سوراخ‌های دیگر است. یک بازیکن در نوبت خود، تمام سنگ‌های یکی از سوراخ‌های خود را که توز نیست (نگاه کنید به زیر) می‌گیرد و آنها را در خلاف جهت عقربه‌های ساعت، یکی یکی در سوراخ‌های پس از آن تقسیم می‌کند. اولین سنگ را باید در سوراخی که تازه تخلیه شده است انداخت. اما استثنائاً اگر حرکت از سوراخی شروع شود که فقط یک سنگ داشته باشد، این سنگ در سوراخ بعدی قرار می‌گیرد.
اگر آخرین سنگ به سوراخی در سمت حریف بیفتد که این سوراخ حاوی تعداد سنگ‌هایی زوج باشد، این سنگ‌ها تبدیل به امتیاز شده و از بازی خارج می‌شود و در کزنهٔ بازیکن ذخیره می‌شود. اگر سنگ آخر به سوراخ حریف بیفتد که دارای سه سنگ است، سوراخ به عنوان «توز» (به معنی «نمک» در قرقیزی) نامگذاری می‌شود. چند محدودیت برای ایجاد توز وجود دارد:
1. یک بازیکن فقط می‌تواند در طول هر بازی فقط یک توز ایجاد کند.
2. آخرین سوراخ حریف (نهمین یا راست‌ترین سوراخ او) را نمی‌توان توز کرد.
3. اگر توز با سوراخ حریف متقارن باشد، نمی‌توان آن را ساخت (به عنوان مثال، اگر سوراخ سوم حریف توز باشد، نمی‌توانید سوراخ سوم خود را توز کنید). انجام چنین حرکتی مجاز است، اما توز حساب نمی‌شود.

سنگ‌هایی که به داخل توز می‌افتند، توسط صاحب آن اسیر می‌شوند. او می‌تواند هر زمانی که دوست داشت، سنگ‌ها را به کزنه خود منتقل کند یا نکند. بازی زمانی به پایان می‌رسد که یک بازیکن نتواند در نوبت خود حرکت کند، زیرا تمام سوراخ‌های سمت او که توز نیستند، خالی شوند.
وقتی بازی تمام شد، سنگ‌های باقی‌مانده که هنوز در کزنه یا توز نیستند، توسط بازیکنی که در سمت او هستند امتیاز شمارده می‌شود. برنده بازیکنی است که در پایان بازی، تعداد سنگ‌های بیشتری را در توز و کزنه خود جمع کرده باشد. تنها در حالتی که هر بازیکن تعداد ۸۱ سنگ داشته باشد، بازی مساوی می‌شود.

## مسابقات
اولین تورنمنت معاصر این بازی‌ها در سال ۱۹۴۸ میلادی، در شهر آلماتی، در جمهوری سوسیالیستی شوروی قزاقستان برگزار شد و در مورد قوانین بازی که در آن دوره هنوز استاندارد نشده بودند، اختلافات زیادی وجود داشت که منجر به یکسان‌سازی و استانداردسازی قوانین در سال ۱۹۴۹ میلادی شد.
اولین دوره مسابقات جهانی توغیز مکومالاک در تاریخ ۱ تا ۷ نوامبر ۲۰۱۰ در آستانه، قزاقستان برگزار شد. ۲۵ بازیکن مرد، از چهارده کشور آنتیگوا و باربودا، چین، آلمان، گرجستان، قزاقستان، قرقیزستان، مغولستان، روسیه، اسپانیا، سوئیس، ترکیه، ترکمنستان، ایالات متحده آمریکا و ازبکستان در این مسابقات قهرمانی شرکت کردند. در بخش بانوان هم هجده بازیکن از ده کشور آذربایجان، چین، جمهوری چک، قزاقستان، قرقیزستان، مغولستان، روسیه، ترکیه، ترکمنستان و ازبکستان حضور داشتند. چهار کشور تیم‌های کامل (۳ بازیکن) را در هر جنسیت فرستادند: قزاقستان، قرقیزستان، مغولستان و روسیه. ازبکستان هم یک تیم کامل در بخش مردان داشت. از آن پس مانند شطرنج، گو و چکرز، مسابقات قهرمانی جهان در این بازی وجود دارد که بازیکنان را از سراسر جهان جذب می‌کند. فدراسیون توغوز کورگول در بیشکک جمهوری قرقیزستان در سال ۱۹۹۳ میلادی تأسیس شد. مسابقات جهانی توگیزکومالاک هر دو سال یکبار برگزار می‌شود که آخرین آن‌ها در پاردوبیتسه در کشور جمهوری چک در سال ۲۰۱۲ برگزار شد. قهرمانان فعلی توغیز کومالاک / توغوز کورگول جهان، آسل دالیوا (زنان) و نوربک کبیف (مردان) هستند. بهترین بازیکن غیر آسیایی جوریج نولد (آلمان) بود. مسابقات زیادی در سطح محلی، منطقه ای و ملی در آسیای مرکزی برگزار می‌شود. علاوه بر این، مسابقات سالانه در برخی از کشورهای اروپایی از جمله انگلستان (لندن)، آلمان (شواینفورت)، سوئیس (لتور دو پلز) و جمهوری چک (پراگ و پاردوبیتسه) برگزار می‌شود. توغوز کورگول همچنین یکی از ورزش‌های حاضر در برنامه مسابقات جهانی عشایر است.
این بازی در قرقیزستان و قزاقستان یک ورزش ملی محسوب می‌شود. تخمین زده می‌شود که تنها در قزاقستان حدود ده هزار بازیکن سازمان یافته و حدود دویست مربی رسمی وجود دارد.